# Premio Héroe del Bosque
El Premio Héroe del Bosque de las Naciones Unidas se creó en 2011, Año Internacional de los Bosques, para reconocer a las personas que han dedicado su vida a la protección de los bosques. Los premios se conceden anualmente a una persona en cada una de las cinco regiones: África, Asia y el Pacífico, Europa, América Latina y el Caribe, y América del Norte.

## 2011
Los ganadores de 2011 se anunciaron en el Foro de las Naciones Unidas sobre los Bosques de 2012 en Nueva York. Seleccionados entre 90 candidatos de 41 países, los ganadores fueron:
- África: Paul Nzegha Mzeka, Camerún
- Asia y el Pacífico: Shigeatsu Hatakeyama, Japón
- Europa: Anatoly Lebedev, Rusia
- América Latina y el Caribe: Paulo Adario, Brasil
- América del Norte: Rhiannon Tomtishen y Madison Vorva, Estados Unidos, por su exitosa campaña para eliminar el aceite de palma de las galletas de las Girl Scout[4]

Un premio especial reconoció la labor de una pareja fallecida, José Claudio Ribeiro y Maria do Espírito Santo, de Brasil.

## 2012
Los ganadores de 2012 fueron:
- África: Rose Mukankomeje, Ruanda
- Asia y el Pacífico: Preecha Siri, Tailandia
- Europa: Hayrettin Karaca, Turquía
- Latinoamérica y el Caribe: Almir Narayamoga Surui, Brasil
- América del Norte: Ariel Lugo, Puerto Rico